# 狄拉克算子
在数学和量子力学中，狄拉克算子（英語：Dirac operator）是一个微分算子，它是二阶微分算子（如拉普拉斯算子）的形式平方根。保罗·狄拉克研究的原始案例是形式分解闵可夫斯基空间的算子，得到一种与狭义相对论兼容的量子理论形式；为了得到由一阶算子产生的拉普拉斯算子，他引入了旋量。

## 形式定义
一般的，令D是作用于黎曼流形M上的向量丛V的一阶微分算子。如果
{\displaystyle D^{2}=\Delta ,\,}
其中∆是V上的拉普拉斯算子，则D被称为狄拉克算子。
在高能物理中，这个条件经常被放松：只有D2的二阶部分必须等于拉普拉斯算子。

## 例子
例1: D=-i∂x是作用在直线上的切线丛的狄拉克算子。
例2: 我们现在考虑一个物理学中重要的简单丛：一个限制在平面上带有½自旋的粒子的位形空间，这也是一个基本流形。它被表示为波函数ψ: R2→C2
{\displaystyle \psi (x,y)={\begin{bmatrix}\chi (x,y)\\\eta (x,y)\end{bmatrix}}}
其中x和y是R2上的坐标。χ表示自旋向上粒子的概率幅，η与之类似。所谓的自旋狄拉克算子可以被写为
{\displaystyle D=-i\sigma _{x}\partial _{x}-i\sigma _{y}\partial _{y},\,}
其中σi 是泡利矩阵。通过泡利矩阵的反对易关系可以知道上面定义的性质是显然的。这些定义了克利福德代数的概念。
旋量场的狄拉克方程的解常被称为调和旋量。
例3: 描述三维空间中自由费米子的传播的狄拉克算子可以写为
{\displaystyle D=\gamma ^{\mu }\partial _{\mu }\ \equiv \partial \!\!\!/,}
其中用到费曼斜线标记。
例4: 在克利福德分析中也有狄拉克算子。 在n维欧几里得空间中是
{\displaystyle D=\sum _{j=1}^{n}e_{j}{\frac {\partial }{\partial x_{j}}}}
其中{ej: j = 1, ..., n}是n维欧几里得空间的标准正交基，考虑Rn嵌入一个克利福德代数。
这是阿蒂亚-辛格-狄拉克算子作用于旋量丛的特殊情形。
例5: 对于一个自旋流形，M，阿蒂亚-辛格-狄拉克算子局部定义如下：对于x∈M和M在x处的切空间的局部标准正交基e1(x), ..., ej(x)，阿蒂亚-辛格-狄拉克算子是
{\displaystyle \sum _{j=1}^{n}e_{j}(x){\tilde {\Gamma }}_{e_{j}(x)}},
其中{\displaystyle {\tilde {\Gamma }}}是从M上的列维-奇维塔联络到M上的旋量丛的提升。

## 推广
在克利福德分析中，算子D: C∞(Rk ⊗ Rn,S)→C∞(Rk ⊗Rn,Ck ⊗S)作用在如下定义的旋量值函数
{\displaystyle f(x_{1},\ldots ,x_{k})\mapsto {\begin{pmatrix}\partial _{\underline {x_{1}}}f\\\partial _{\underline {x_{2}}}f\\\ldots \\\partial _{\underline {x_{k}}}f\\\end{pmatrix}}}
有时被称为k克利福德变量的狄拉克算子。上面符号中，是旋量空间，S是旋量空间，{\displaystyle x_{i}=(x_{i1},x_{i2},\ldots ,x_{in})} 是n维变量，{\displaystyle \partial _{\underline {x_{i}}}=\sum _{j}e_{j}\cdot \partial _{x_{ij}}}是狄拉克算子在第i个变量的分量。这是狄拉克算子（k=1）和杜比尔特算子（n=2，k 任意）的一般推广。这是一个不变微分算子，在群SL(k)×Spin(n)的作用下不变。D的分解只在一些特殊情形是已知的。

## 另请参阅
- 狄拉克方程
- 克利福德代数
- 克利福德分析（英语：Clifford analysis）
- 联络
- 杜比尔特算子（英语：Dolbeault operator）
- 热核
- 旋量丛